# خانه شمس سلیمی
خانه شمس سلیمی مربوط به دوره قاجار است و در شیراز، خیابان لطفعلی خان زند، کوچه منتصریان، پلاک ۳۵ واقع شده و این اثر در تاریخ ۱۰ خرداد ۱۳۸۲ با شمارهٔ ثبت ۸۹۹۸ به‌عنوان یکی از آثار ملی ایران به ثبت رسیده است.